# Roberto Camardiel
Roberto Camardiel Escudero (* 29. November 1917 in Alagón, Provinz Saragossa; † 7. November 1986 in Madrid) war ein spanischer Schauspieler.

## Leben
Camardiel begann seine Arbeit im Film Anfang der 1950er Jahre, meist als gutmütiger Nebendarsteller oder lustiger „Sidekick“ des Helden. Die größten Erfolge unter den über 130 Filmen, in denen er mitwirkte, erzielte der stämmige, meist bärtige Schauspieler in Italo-Western, unter denen Adios Gringo, Leones Für ein paar Dollar mehr und Töte, Django zu den bekanntesten zählen. Auch nach Abebben der Western-Welle blieb Camardiel ein gefragter Charakterdarsteller jedweden Genres.

## Filmografie (Auswahl)
- 1952: Der Mantel (Il capotto)
- 1956: Die Ausgestoßenen (Todos somos necesarios)
- 1959: Unter dem Terror der Mörder (Llegaron dos hombres)
- 1959: Molokai, la isla maldita
- 1960: Ursus – Rächer der Sklaven (Ursus)
- 1961: Der Koloß von Rhodos (Il colosso di Rodi)
- 1962: Der Sohn von Captain Blood (Il figlio del capitano Blood)
- 1962: Spiel und Leidenschaft (Bahía de Palma)
- 1963: Perseus – der Unbesiegbare (Perseo l'invincibile)
- 1964: Isidro el labrador
- 1964: Jack Clifton jagt Wostok III (Coplan, agent secret FX 18)
- 1964: Der Boss hat sich was ausgedacht (Échappement libre)
- 1964: Murietta – Geißel von Kalifornien (Joaquín Murrieta)
- 1965: Adios Gringo (Adiós gringo)
- 1965: Für ein paar Dollar mehr (Per qualche dollaro in più)
- 1965: Johnny West und die verwegenen 3 (Johnny West il mancino)
- 1965: Scharfe Schüsse auf Jamaika (A 001: operazione Giamaica)
- 1965: Der Sohn von Jesse James (El hijo de Jesse James)
- 1965: Die vier Geier der Sierra Nevada (I quattro inesorabili)
- 1966: Arizona Colt (Arizona colt)
- 1966: 100.000 Dollar für einen Colt (La muerte cumple condena)
- 1966: Der große Coup von Casablanca (L’Homme de Marrakech)
- 1967: Der Gehetzte der Sierra Madre (La resa dei conti)
- 1967: Eine Kugel für Mac Gregor (7 donne per i Mac Gregor)
- 1967: Das Todeslied von Laramie (Sette pistole per un massacro)
- 1967: Töte, Django (Se sei vivo spara)
- 1968: Anche nel West c’era una volta Dio
- 1968: Django spricht kein Vaterunser (Quel caldo maledetto giorno di fuoco)
- 1968: Der letzte Zug nach Durango (Un treno per Durango)
- 1969: Quinto, töte nicht (El valor de un cobarde)
- 1970: Der Tod sagt Amen (Arizona si scatenè...e li fece fuori tutti!)
- 1970: Dr. M schlägt zu (La Venganza del doctor Mabuse)
- 1971: Man nennt mich Halleluja (Testa t'ammazzo, croce… sei morto! Mi chiamano Alleluja)
- 1972: Una bala marcada
- 1972: Beichtet Freunde, Halleluja kommt (Il West ti va stretto, amico… è arrivato Alleluja)
- 1972: Ben und Charlie (Amico, stammi lontano un almeno di palmo)
- 1972: Halleluja… Amigo (Si può fare… amigo!)
- 1973: Fuzzy, halt die Ohren steif! (Tequila!)
- 1975: Der Exorzist und die Kindhexe (La endemoniada)
- 1978: La ciudad maldita
- 1978: Ein Mann namens Herbstblume (Un hombre llamado Flor de Otoño)
- 1982: Nacional III